# Shaunak Sen

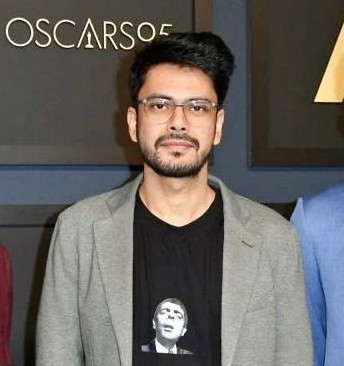
Shaunak Sen bei der Oscarverleihung 2023

Shaunak Sen (* 26. Juni 1987 in Kalkutta) ist ein indischer Regisseur und Filmproduzent.

## Leben
Sen wurde 1987 in Kalkutta geboren und machte zunächst einen Abschluss in Massenkommunikation am A.J.K. Mass Communication Research Centre in Neu-Delhi. Danach begann er eine Promotion an der Jawaharlal Nehru University. Bei seiner Debütarbeit Cities of Sleep führte er 2015 Regie. In den nächsten Jahren arbeitete er als Kurator für einige Performance-Aufführungen. Außerdem erhielt er mehrere Stipendien, zuletzt im Jahr 2018 an die University of Cambridge.
Sein bislang größter Erfolg war der 2022 erschienene Dokumentarfilm All That Breathes, in dem es um indische Muslime geht, die Schwarzmilane retten. Der Film feierte seine Premiere beim Sundance Film Festival, wo Sen direkt den Großen Jurypreis für den Besten Dokumentarfilm erhielt. Darauf folgten Auszeichnungen bei weiteren Filmfesten unter anderem dem London Film Festival. Im nächsten Jahr wurde der Film auch für einen BAFTA und Oscar in der Kategorie Bester Dokumentarfilm nominiert. Er wurde in die Jury des Sundance Festival 2024 für die Kategorie World Cinema Documentary berufen.

## Filmografie
- 2015: Cities of Sleep (Regie)
- 2022: All That Breathes (Regie und Produktion)
- 2023: The Underbug

## Auszeichnungen (Auswahl)
- 2022: Oeil d’Or bei den Filmfestspielen in Cannes für den besten Dokumentarfilm
- 2022: Gotham Award in der Kategorie Bester Dokumentarfilm für All That Breathes
- 2022: Grierson Award beim London Film Festival in der Kategorie Dokumentarfilm für All That Breathes
- 2022: Großer Jurypreis beim Sundance Film Festival für All That Breathes
- 2022: Zurich Film Festival: Nominierung in der Kategorie Bester Internationaler Dokumentarfilm für All That Breathes
- 2023: BAFTA-Nominierung in der Kategorie Bester Dokumentarfilm für All That Breathes
- 2023: Oscar-Nominierung in der Kategorie Bester Dokumentarfilm für All That Breathes